# Золотая Нива (станция метро)
«Золота́я Ни́ва» — 13-я станция Новосибирского метрополитена. Конечная на Дзержинской линии. Расположена между действующей станцией «Берёзовая роща» и планируемой «Гусинобродская». Самая восточная станция метро в России. Проектное название — «Гусинобродская». Станция расположена в восточной части города, на территории одноимённого жилого массива, на границе Дзержинского и Октябрьского районов. Обеспечивает также скоростным внеуличным транспортом жителей двух крупных близлежащих жилых массивов — Гусинобродского и Восточного. Имеет 6 выходов. На станции работает только один станционный путь, т. к. по состоянию на 2025 год второй (левый) тоннель ещё не пройден. 

Первоначально сдать станцию планировалось в конце июня 2010 года к 117-летию Новосибирска. Её строительство вызывало большие неудобства для автомобильного движения, в основном из-за сужения улицы Кошурникова, движение по которой было ограничено с 1989 года. Кроме того, при возведении использовались устаревшие немеханизированные щиты — горнопроходческий марки «ЩН-1С» и тоннелепроходческий марки «КМ-43» (1960-х годов выпуска), что сказалось как на качестве работ, так и на времени сооружения тоннелей, строительство которых велось в сложных геологических условиях — при большом объёме грунтовых вод.
Изначально станция была открыта 7 октября 2010 года (и закрыта 26 октября 2010 года, на 30 суток, в связи с конструкционными проблемами, выявленными на перегоне станций «Берёзовая Роща — Золотая Нива») с одним перегонным тоннелем — правым. Открытие второго тоннеля планировалось после окончания строительства следующих станций Дзержинской линии. После его открытия ожидалось, что существующий тоннель будет закрыт на реконструкцию из-за проблем с гидроизоляцией.
Затраты на возведение станции и прилегающих тоннелей (данные на октябрь 2010 года) составили от 5,6 до 6 млрд рублей (по заявлению заказчика — 3,5 млрд рублей).
Повторное открытие состоялось 9 февраля 2011 года. Станция стала пятой на Дзержинской линии и тринадцатой в системе Новосибирского метрополитена, на данный момент — последняя станция метрополитена, открытая в Новосибирске
По сообщению издания BFM.ru, цитирующее депутата горсовета Георгия Андреева, станция вместе «Берёзовой рощей» с момента открытия работает вопреки запрету МУП «УЗСПТС» на ввод в эксплуатацию Управлением архитектурно-строительной инспекции мэрии.

## История
В 1980-е годы была утверждена «Программа развития метрополитена до 2015 года», которая предполагала, что к этому сроку появятся:
- по Дзержинской линии — «Гусинобродская», затем следующая за ней «Доватора»
- по Ленинской линии — «Площадь Станиславского»

Однако из-за нехватки денежных средств данная программа не выполнялась.
В 1991 году было начато строительство второй очереди метрополитена на Дзержинской линии от «Сибирской» до станции «Гусинобродская» протяжённостью 4,1 км с тремя станциями — «Маршала Покрышкина», «Берёзовая роща» и «Гусинобродской». Общая же протяжённость второй очереди метрополитена — от станции «Площадь Гарина-Михайловского» до «Гусинобродской» должна была составить 5,86 км строительной или 5,53 км эксплуатационной длины, из которых длина перегона от станции «Берёзовая роща» до станции «Гусинобродская» должна была составлять 1,71 км.

### Проекты станции
Первый проект представлял собой станцию с боковыми платформами (под именем «Гусинобродская») утверждён в составе второй очереди метрополитена 23 августа 1990 года министерством путей сообщения СССР.
В 2007 году новую станцию было предложено сделать по типу станций Петербургского метрополитена: прямоугольный вестибюль с расположенными по обеим его сторонам дверями (из стекла), которые синхронизированы с дверями электропоезда. Вариант был предложен в целях экономии средств. Главный недостаток этого проекта — более сложная её эксплуатация. Как для машиниста, подводящего к платформе поезд, так и для метрополитена — в плане эксплуатации приводов на дверях станции.
21 августа 2009 года был объявлен аукцион — по корректировке первоначального проекта станции, включающий исключение тупиков отстоя электропоездов перед станцией и смещение всего комплекса в сторону «Берёзовой Рощи» и как результат сокращение протяжённости между станциями с 1,98 до 1,54 км Почти через месяц, 15 сентября контракт заключается с единственным его участником — ОАО Сибгипротранс, который предложил 21 726 405 рублей. Срок выполнения проектных работ — 15 марта 2010 года.
Окончательным стал проект односводчатой станции с идущими посередине островной платформы круглыми колоннами.

### Название
В советскую эпоху поблизости был построен крупный одноимённый хлебобулочный магазин, а затем была открыта остановка общественного транспорта «Магазин Золотая Нива». В дальнейшем, после распада СССР магазин прекратил своё существование, а имя остановки осталось. Позже на том же перекрёстке были открыты торговые центры «Золотая нива» и Golden Field. С 1980-х годов и до сентября 2004 года станция имела проектное название «Гусинобродская».
В сентябре 2004 года строящейся станции метро дали имя «Золотая Нива». После её открытия, 7 октября 2010 года, мэр Городецкий заявил:

«Возможно, в дальнейшем название станции будет изменено на более мотивированное нашей историей».
Ранее также звучали предложения назвать новую станцию именем поэта Бориса Богаткова.

## Строительство
В конструкции станции впервые в городе было решено использовать полузакрытый метод ведения работ. Суть метода заключается в следующем:
По периметру строящейся станции при помощи буровых станков устанавливаются сваи (буронабивные и буросекущие). Сваи являются опорой для уложенной сверху бетонной надплатформенной плиты, имеющей четыре специальных технологических проёма, через которые происходит дальнейшая разработка и выборка грунта, а также бетонирование и обустройство платформы станции. В дальнейшем надплатформенная плита засыпается и сверху осуществляется движение городского транспорта — после выполнения в необходимом объёме дорожных работ.
Станционный комплекс с перегонами, согласно Распоряжению мэрии г. Новосибирска № 5987-р от 3 апреля 2009 года, должен был быть построен в две очереди:
1. Первая, промежуточная, очередь включала: левый (от ПК 81+89,4 до ПК 81+83,68) и правый перегонный тоннели (от ПК 76+61,19 до ПК 89+83,68); вестибюль № 2 без лифтов — с двумя входами (пятым и шестым); частично первый вестибюль (служебные помещения); платформу (без площадки перемещения инвалидов); ИТП (вход № 2); узел вентиляции; участок ввода коммуникаций и воздушно-кабельный коллектор от него до ТПП; участок открытого способа работ (с камерой съездов). Кроме того, на этом этапе предполагалось построить наружные инженерные коммуникации и реконструировать городские сети, находящиеся в зоне метро, а также благоустроить территорию. Срок выполнения работ — 2010 год.
2. Вторая очередь включала в себя возведение: левого перегонного тоннеля (от ПК 76+61,325 до ПК 81+89,4); вестибюля № 1 (оборудованного эскалаторами) с четырьмя входами; подземными переходами под улицами Кошурникова и Бориса Богаткова. Срок выполнения работ не был установлен.

### Первая попытка
Подготовительные работы начаты в 1992 году — на этом этапе были демонтированы трамвайные рельсы с улицы Кошурникова. К строительству объектов пускового комплекса второй очереди в составе новой станции и перегона до станции «Берёзовая Роща» приступили в 1993 году. Вначале для камеры съездов, расположенной на дамбе реки Ка́менка, была выгорожена территория. С этого места началась проходка тоннелей в сторону «Берёзовой рощи». В 1994 году приступили к проходке левого тоннеля.
В 1998 году, в связи с недостатком денежных средств, все строительные работы были прекращены. За это время было пройдено 44 метра левого тоннеля и 7 метров правого (в сторону станции «Берёзовая Роща»).

### Возобновление строительных работ
2007 год
- Строительные работы на объекте возобновляются только в мае 2007 года — с выходом приказа мэра города[1], после чего был объявлен тендер, по итогам которого победителем стало ОАО «Бамтоннельстрой»[32].
- К середине года строители из «ТО-39» прошли уже 240 метров левого перегонного тоннеля. Работы выполнялись при помощи старого немеханизированного проходческого щита. Предполагалось, что к осени работы по этому тоннелю будут завершены и метростроители перейдут ко второму тоннелю, чтобы к новому году завершить этот объект. Также предполагалось, что в 2007 году вместо устаревших щитов к работам приступит ТПК «Lovat», для которого уже сооружалась монтажная камера[4]. Однако работы по возведению тоннелей осложнились тем, что в период с 2004 по 2007 годы уровень грунтовых вод в районе поймы Каменки поднялся на 2,5 м[33].
- В октябре, по причине задержки оплаты за работы и недовольства графиком работ, вместе с тоннелепроходческим комплексом «Lovat» уходит генеральный подрядчик (ОАО «Бамтоннельстрой»), выигравший конкурс. Мэрией Новосибирска принято решение продолжать строить «Золотую Ниву», но уже с другой генподрядной организацией и старым тоннелепроходческим щитом[1].
- В начале ноября метростроители начали работы по проходке правого участка тоннеля (в сторону «Берёзовой рощи») общей длиной 611 метров[31].

2008 год
- Май. СК «Метрополис» возобновила работы по проходке горным щитом «ЩН-1С» второго (левого) перегонного тоннеля в направлении демонтажной камеры[7].
- Август. Строителями велась проходка 600-метрового участка правого тоннеля. Этот участок тоннеля, идущий в сторону станции «Берёзовая роща», начинается в котловане, который обустроили в пойме Каменки. Под землёй уже пройдена половина участка. В этом направлении осталось пройти 100 м. В другом же направлении (в сторону будущей «Золотой Нивы») для проходки 500-метрового участка был установлен второй щит. По состоянию на конец месяца сооружалась временная объездная дорога[34].
- По состоянию на ноябрь, сооружена половина несущих буронабивных свай на платформенном участке строящегося объекта. Сваи являются опорой для бетонной надплатформенной плиты. Также был смонтирован монолитный блок и выполнены работы по устройству котлована для вестибюля № 2[2].

2009 год
К началу года завершена проходка левого тоннеля. А на правом 611-метровом участке тоннеля, в сторону «Берёзовой рощи», уложено 570 метров путей.
По состоянию на февраль, на 484-хметровом участке правого перегона от поймы реки Каменка до будущей станции (в сторону улицы Бориса Богаткова) метростроители прошли 110 метров. Проходка же тоннелей от поймы в сторону станции «Берёзовая роща» закончена — и левого, и правого. На участке правого тоннеля протяжённостью 0,5 км на лежневом основании установлены конструкции верхнего строения пути. В обоих тоннелях завершаются соединительно-монтажные работы и продолжается укладка рельсовых путей. Из пускового перегона общей протяжённостью 1,54 км сооружены 935 метров.
К июню возведена камера съездов, строительство которой длилось с 2007 года. К июлю года в конструкциях был возведён второй вестибюль. Также была сооружена железобетонная плита перекрытия платформы. Из-под ярусов (верхнего и нижнего) строители вытаскивали грунт. По первому же вестибюлю было смонтировано более 2/3 ограждений у котлована.
2010 год
- К началу февраля строители приступили к отделочным работам по станционному комплексу. Саму платформу станции им ещё предстояло возвести. Кроме того, остались непройденными около 250 метров тоннеля[37].
- А с 10 марта было перекрыто движение для всех видов транспорта по улице Кошурникова — на участке от Бориса Богаткова до Лежена. Первоначально восстановить дорогу обещали к 4 июня 2010 года, но уже 1 июня первый заместитель губернатора Новосибирской области Василий Юрченко сообщил, что станцию не успеют сдать ко Дню города, а заработает она ориентировочно в III квартале 2010 года. Последние 100 метров участок тоннеля от подземной галереи (камеры съездов) до станции строился открытым способом[38].
- 23 июня открылось движение по улице Кошурникова, на участке от улицы Лежена до улицы Бориса Богаткова[39]. Восстановлено движение автотранспорта и большинство маршрутов общественного транспорта. На тот момент шли работы по отделке станции: готовность отделки составляла 98 %, общая же готовность станции составляла 95 %. Затраты на строительство составили около 5,6—6 млрд рублей[40] (по данным заказчика — 3,5 млрд рублей[15]). Сдать «Золотую Ниву» и открыть улицу Кошурникова во всю длину Николай Хван обещал в сентябре 2010 года[40].

Саму станцию должны были открыть также в сентябре 2010 года, затем мэр Владимир Городецкий заявил, что станцию откроют 2 или 3 октября 2010 года. Однако 24 сентября 2010 года мэр города сказал, что официальный пуск станции состоится 7 октября 2010 года — с одним вестибюлем, одним тоннелем и двумя выходами, а в 2011 году планируется проложить второй тоннель и доделать остальные вестибюли.
2011 год
7 сентября мэр сообщил, что открытие второго (левого) перегонного тоннеля длиной 530 м запланировано на ближайшие два года. После его открытия ожидается, что существующий тоннель будет закрыт на реконструкцию, так как 320 м участок его чугунной обделки требует капитального ремонта и не обеспечивает полную герметичность. Также мэр отметил, что на 2012 год в бюджете города на метро заложены 240 млн рублей.
2012 год
В течение года выполнялись отделочные и строительные работы по вестибюлю № 1 (входы 2, 4), а также строились оставшиеся входы на поверхность (№ 1 и № 3). С 21 декабря станция работает в полную мощность, за исключением недостроенного второго тоннеля.
2013 год
С 7 мая началась подготовка под строительство участка (1 км тоннеля уже построен) второго, левого тоннеля (протяжённость около 520 метров), от «Золотой Нивы» до станции «Берёзовая роща». Сооружение участка перегона началось в районе дома № 2 по улице Федосеева. Для строительства участка перегона была на год с небольшим (до 30 июня следующего, 2014 года) сужена на 12,5 метров улица Кошурникова, а также переброшены контактные сети наземного транспорта. В этом месте, по проекту, расположилась строительная площадка (15 м на 40 м).
В это же время строители начали готовить для проходческого щита монтажную камеру, для которой был вскрыт асфальт на небольшом участке (8 м на 15 м) улицы Кошурникова. В качестве проходческого щита будет применён современный механизированный комплекс типа LOVAT (модель RM 232SЕ), так как старый щит может повредить другой тоннель. Кроме того, при использовании канадского щита не требуется проводить водопонижение, так как он позволяет пройти тоннель без просадок и с высокой точностью возвести водонепроницаемую обделку из железобетона.
Ввод в эксплуатацию левого тоннеля обещали уже в феврале 2014 года. Стоимость возведения участка тоннеля, по планам, составит 650 млн рублей.

## Пуск
Станция была открыта 7 октября, накануне выборов в Законодательное собрание Новосибирской области. В торжественной церемонии по случаю её пуска принимали участие полпред президента РФ в Сибирском федеральном округе Виктор Толоконский, а также первые лица города и области. Закрытие станции спустя несколько недель вызвало недовольство новосибирцев в Интернете, а также ажиотаж в СМИ.
- 2 октября 2010 года прошёл «холодный поезд», а 3 и 4 октября прошёл «горячий поезд» под напряжением в контактном рельсе и началась «обкатка»[51].
- 6 октября с 6 часов утра производилась обкатка нового участка пути с организованным кольцевым движением через станцию по графику движения поездов.
- 7 октября около полудня станция приняла первых пассажиров[3] после состоявшейся церемонии открытия с участием первых лиц — полпреда президента в Сибирском Федеральном Округе Виктора Толоконского, губернатора НСО Василия Юрченко, спикера облсовета Алексея Беспаликова[10][52].

### Остановка работы и повторный запуск
2010 год
- 26 октября, постановлением суда от 25 октября, станция была закрыта на 30 суток. Судебное разбирательство было инициировано Ростехнадзором, инспекторами которого было дано лишь разрешение на эксплуатацию энергоустановки станции, действовавшее в период пусконаладочных работ. Разрешения на полноценную эксплуатацию дано не было[53].
- 25 ноября появилась информация, что станция не начнёт работать минимум до начала декабря. А также, что началось оформление ряда документов по допуску к электроустановке, а затем специалисты должны провести проверку тоннеля и станции. Ожидаемый срок её завершения — 1 декабря[54].
- Однако позднее мэр уточнил:

«Сроки открытия станции устанавливать рано, нужно установить регламент, но, что станция откроется, конечно, до 1 января 2011 года».
- 28 ноября у входа на станцию состоялся пикет с участием от 50 до 70 человек[56][57]. На следующий день главный инженер проектов ЗАО «Новосибметропроект» Владимир Романов сообщил, что на самом обводнённом участке чугунная обделка тоннеля дала осадку и произошло смещение колец[1].
- 30 ноября Владимир Городецкий принял отставку начальника «УЗСПТС», а распоряжением от 5 декабря Николай Хван официально прекратил свои полномочия[58].
- 3 декабря мэр Городецкий на встрече с журналистами заявил, что часть ответственности за провал со станцией лежит на ушедшем в отставку Николае Хване[59].
- 5 декабря у входа состоялся очередной пикет со сбором подписей под заявлением в Генеральную прокуратуру РФ. В заявлении, в частности, говорилось:

«О нецелевом расходовании бюджетных средств при строительстве станции метрополитена „Золотая Нива“ и нарушении правил приемки и ввода в эксплуатацию объектов строительства».
- 10 декабря появилась информация, что запуск станции откладывается на неопределённый срок:

«Из-за проволочек с оформлением необходимой исполнительной документации», а также из-за необходимости, по требованию Ростехнадзора, проведения инструментального обследования станции.
- Также 10 декабря Владимир Городецкий посетил «Золотую Ниву». Делегация осмотрела платформу станции, тоннель, питающую энергетическую часть[62].

2011 год
- По информации, полученной газетой «Комсомольская правда» от одного из метростроителей, обнаружился брак конструкции колец в тоннеле — порядка 200 м[63].
- Виктор Толоконский на встрече с журналистами 13 января заявил:

Закрытие «Золотой Нивы» станет уроком для властей города. Я получил точное объяснение, что все проверено, хотя я понимал, что отношения заказчика метро, проектировщика и заказчика не нормальные, что они проявятся, и говорил — разберитесь. И я уверен, что если бы на это обратили более профессиональное внимание, то такой ситуации не было бы. Поэтому очень болезненная и обидная для меня ситуация, безобразная.
- 14 января: Владимир Городецкий на встрече с журналистами заявил, что для открытия нет надобности в каких-то переделках станции. Открытие задерживает проверка слишком большого объёма документации[65].
- 28 января: На очередной встрече мэра с журналистами, В. Городецкий заявил, что на станции не ведётся никаких ремонтно-восстановительных работ, а осуществляется её приёмка комиссией Ростехнадзора. Также он добавил:

«По моим предпосылкам, в ближайшие 15 дней вопрос (об открытии станции „Золотая Нива“) должен быть закрыт».
- 9 февраля: в 11 часов получено разрешение Ростехнадзора, а в 19 часов станция была открыта для регулярного движения поездов[16][67].

## Архитектура и оформление
Тип конструкции станции — колонная двухпролётная, мелкого заложения. Единственный ряд из двадцати шести цилиндрических колонн шагом 4 м идёт посередине островной платформы. Основным отделочным материалом для станции послужил алюминий. Пол и стены, а также свод потолка и нижние части колонн выполнены из гранита.
«Золотыми» на «Ниве» выполнены только длинные перфорированные вставки цвета «жёлтый металлик» в колоннах и оригинальный ордер колонн с проштамповками, которые символизируют колосья. Ордер колонн — из металлопластиковых панелей золотистого и коричневого цвета. Свод потолка — отделан алюминиевым сайдингом серебристо-белого цвета. Лавки на станции выполнены из отшлифованного светлого дерева.
| Путь | Тип поезда        | Место назначения                            |
| ---- | ----------------- | ------------------------------------------- |
| 1    | Дзержинская линия | На Сибирская и Площадь Гарина-Михайловского |
| 2    | Дзержинская линия | Все выходят на этой станции                 |

## Вестибюли
Проект станции предусматривал три эскалатора и лифт для инвалидов, которые должны были быть расположены в вестибюле № 1 с четырьмя выходами (№ 1, № 2, № 3, № 4), которые должны быть расположены на перекрёстке улиц Бориса Богаткова и Кошурникова, а сам вестибюль — расположен под перекрёстком. Изначально сдать в эксплуатацию первый вестибюль планировалось в 2011 году. Однако затем срок его сдачи был перенесён на январь 2012 года. В ноябре 2011 года отделка первого вестибюля была готова на 80 % — сооружена гидроизоляция, выложен гранитный пол (со специальной тактильной полосой), а также готова подвижная часть будущего эскалатора. Строителям оставалось выполнить сантехнические, электромонтажные и отделочные работы, а также смонтировать поручни эскалаторов. После чего — получить от органов Ростехнадзора разрешение на ввод.
7 апреля 2012 года вестибюль № 1 с тремя эскалаторами был открыт для пассажиров. Вестибюль был сдан в эксплуатацию с двумя выходами (№ 2 и № 4): один встроен в здание торгового центра (ТЦ «Golden Field»), а второй выполнен в виде отдельного павильона.
Первоначально станция была открыта с вестибюлем № 2, который расположен через 125 м от первого. Вестибюль имеет два выхода: № 5 к улице Лежена и выход № 6 к улице Федосеева.
По состоянию на конец апреля 2012 года сооружались оставшиеся два входа на станцию (входы № 1 и № 3), а также подземные переходы под улицей Бориса Богаткова и улицей Кошурникова. На их постройку выделялось, по словам чиновников, 72 млн рублей. По планам, строительство этих сооружений должны были окончить в 2012 году. Строительство этих входов временно ограничивало движение по нечётной стороне улицы Кошурникова и на перекрёстке с улицей Бориса Богаткова (ранее движение здесь уже ограничивалось из-за возведения выхода № 4). Открытие полноценного движения на данных участках ожидалось к 15 октября 2012 года. Как и было заявлено ранее, в 2012 году (21 декабря) последние два входа на станцию (вход № 1 и вход № 3) были сданы в эксплуатацию. С этого момента станция получила шесть выходов на поверхность. Новые входы расположены по улице Бориса Богаткова: первый у дома № 239, а третий — возле торгового павильона № 248/1.
Несмотря на полноценную сдачу станции, нерешённые проблемы всё же остались. Так, в новом вестибюле нет ни рамки для досмотра пассажиров, ни торговых точек, ни банкоматов. Жетоны же здесь пока что можно купить только в кассе. А самой серьёзной проблемой станции является её несовершенная гидроизоляция. На станцию систематически проникает горячая вода — из коммуникаций, расположенных неподалёку.

## Путевое развитие
Перед станцией расположена камера съездов, в которой расположен противошёрстный съезд и водоотливная станция. Первоначально предполагалось разместить за станцией оборотные тупики, однако в дальнейшем от них было решено отказаться.
Интервал движения поездов составляет от 5 до 6 минут. Для посадки в настоящее время используется только первый станционный путь правого перегонного тоннеля, длина которого от камеры съездов составляет 482 м. Второй, левый тоннель не достроен. После его пуска ожидалось, что правый будет закрыт на реконструкцию. В самом начале после пуска станции начальник метрополитена Владимир Кошкин вопрос тоннеля не обсуждал и ссылался на некие «технические причины».
А после сдачи станции в 2011 году было объявлено, что «строительство и ввод левого тоннеля в эксплуатацию запланированы на два ближайших года». Причём проходка должна была начаться в 2012 году, а сдача — состояться уже в 2013 году. На эти работы из бюджетов города и области власти обещали выделить 240 млн рублей. При этом было оговорено, что основным условием пуска левого 520-метрового тоннеля в 2013 году остаётся софинансирование из федерального бюджета.
В декабре 2012 года начальник метрополитена заявил, что второй тоннель в сторону станции «Берёзовая роща» можно будет строить, когда в Новосибирске появится тоннеле-проходческий комплекс. В настоящее же время это открытый вопрос. И понадобится, по словам Кошкина, этот перегон только при дальнейшем продлении Дзержинской линии.
14 июля 2021 года мэрия оценила строительство второго тоннеля в 1,3 млрд рублей.
По состоянию на 2024 год проходка не ведётся.

## Станция в цифрах
- Длина станции, как и на всех станциях Новосибирского метрополитена, стандартная — 102 м, что позволяет поместить на путь до 5 вагонов (в настоящее время используются 4-хвагонные составы). Длина посадочной платформы — 100 м[83]
- Пикет ПК 75+76.
- Длина пути до станции «Берёзовая роща» составляет 1540 м[84].
- После открытия станции суточный пассажиропоток составлял 6 тысяч человек, через 4 месяца — 7,3 тыс. человек[85], в конце 2011 года поток достиг 10 тыс. человек[73] А в середине апреля 2012 года, через неделю после ввода первого вестибюля, поток пассажиров увеличился ещё на 8 % и превысил 10 тысяч человек.[86] Согласно первоначальным планам, предполагался ежедневный пассажиропоток в 15—17 тысяч человек.[71].

- Время открытия станции для входа пассажиров — 05 часов 45 минут, время закрытия — 24 часа 00 минут[87].
- Таблица времени отправления первого и последнего поездов[88]:

|                                    | Пн — Вс (чч: мм: сс) | Пн — Вс (чч: мм: сс) |
| В сторону станции «Берёзовая Роща» | 05:47:00             | 23:48:30             |

## Расположение
Станция метро «Золотая Нива» Дзержинской линии расположена следом за станцией «Берёзовая роща». Один из её вестибюлей расположен на перекрёстке улиц Бориса Богаткова и Кошурникова, а второй — рядом с улицами Лежена и Федосеева.

### Наземный общественный транспорт
Станция «Золотая Нива» имеет выходы к одноимённым остановкам наземного общественного транспорта, через которую проходят ряд маршрутов общественного транспорта: автобусы (6), маршрутные такси (5) и троллейбусы (4).
Таблица: маршруты общественного транспорта (данные на 26 марта 2025 года)
| Автобусы | Автобусы                                                                                              | Автобусы                | Автобусы                    |
| Маршрут  | Следует к станциям метро                                                                              | Конечный пункт 1        | Конечный пункт 2            |
| -------- | --- | ----------------------- | --------------------------- |
| № 6      | «Берёзовая роща», «Речной вокзал», «Студенческая», «Площадь Маркса»                                   | ул. Александра Анцупова | Полевая (ж/м Затулинский    |
| № 39     | «Берёзовая роща», «Речной вокзал», «Студенческая», «Площадь Маркса»                                   | ул. Тюленина            | Микрорайон «Чистая Слобода» |
| № 79     | «Берёзовая роща», «Маршала Покрышкина», «Сибирская», «Площадь Гарина-Михайловского»                   | НГАУ                    | ж/м Юго-Западный            |
| № 95     | «Красный проспект», «Гагаринская», «Заельцовская»                                                     | Цветущая Плющиха        | ПКиО «Заельцовский»         |
| № 96     | «Берёзовая роща», «Маршала Покрышкина», «Сибирская», «Площадь Гарина-Михайловского», «Площадь Маркса» | Цветущая Плющиха        | ул. Саввы Кожевникова       |
| №98      | «Октябрьская», «Площадь Ленина», «Красный проспект», «Гагаринская», «Заельцовская»                    | Цветущая Плющиха        | Ботанический жилмассив      |

| Маршрутные такси | Маршрутные такси                                 | Маршрутные такси           | Маршрутные такси                     |
| Маршрут          | Следует к станциям метро                         | Конечный пункт 1           | Конечный пункт 2                     |
| ---------------- | ------------------------------------------------ | -------------------------- | ------------------------------------ |
| № 8              | «Площадь Гарина-Михайловского», «Площадь Ленина» | Вокзал Новосибирск-Главный | Биатлонный комплекс                  |
| № 19             | «Заельцовская»                                   | СНТ «Весна Сибири»         | ПКиО «Заельцовский»                  |
| № 42             |                                                  | ул. Александра Анцупова    | ТЭЦ-5                                |
| № 51             | «Площадь Ленина», «Площадь Гарина-Михайловского» | Вокзал Новосибирск-Главный | Автопорт Калининский                 |
| № 90             |                                                  | Цветущая Плющиха           | Волейбольный Центр (Локомотив-Арена) |

| Троллейбусы | Троллейбусы                                       | Троллейбусы                      | Троллейбусы                |
| Маршрут     | Следует к станциям метро                          | Конечный пункт 1                 | Конечный пункт 2           |
| ----------- | ------------------------------------------------- | -------------------------------- | -------------------------- |
| № 7         | «Речной вокзал», «Студенческая», «Площадь Маркса» | Новосибирский Автовокзал-Главный | Станиславский жилмассив    |
| № 10        | «Берёзовая роща», «Октябрьская»                   | ул. Александра Анцупова          | Вокзал Новосибирск-Главный |
| № 22        | «Берёзовая роща»                                  | ул. Учительская                  | Цветущая Плющиха           |
| № 36        | «Площадь Гарина-Михайловского»                    | ул. Лазурная                     | Вокзал Новосибирск-Главный |

- Пригородные автобусы: 234, 258ж

## Финансовые проблемы и судебные иски
Несмотря на то, что станция 7 октября 2010 года всё же была открыта, в арбитражной кассации рассматриваются два иска от проектировщика (ЗАО «Новосибметропроект») к мэрии Новосибирска. Иски общей суммой свыше 53 млн рублей связаны с оплатой проектирования станции. Проектировщики уже выиграли иски в Областном Арбитраже и в Апелляционном суде в Томске, однако мэрия Новосибирска так и не согласилась оплатить проектировку, подав кассацию в тюменский арбитраж.
По данным на 24 декабря 2010 года, с генподрядной организации ЗАО «Финансово-строительная компания» (ЗАО «ФСК») субподрядчики пытаются получить через арбитражный суд 7,924 млн рублей за выполненный комплекс работ. По материалам суда, одному из субподрядчиков, который выполнял строительные работы по возведению бетонного основания в тоннеле между станциями «Берёзовая роща» и «Золотая Нива», уже удалось в декабре взыскать по трём искам 2,3 млн рублей. Кроме того, в производстве Новосибирского арбитража находятся ещё 5 дел от различных субподрядных организаций на общую сумму 5,624 млн рублей.
4 февраля 2011 года ЗАО «ФСК» получило новый иск о банкротстве. Иск подан одним из подрядчиков строительства станции — за выполненные субподрядные работы по возведению тоннелей к станции и устройству основания для путей. Сумма задолженности составляет 2,3 млн рублей. Учредителем компании-истца является проектировщик станции — ЗАО «Новосибметропроект».
9 июня 2011 года стали известны результаты проверки областной контрольно-счётной палаты (КСП) строительства станции. Проверка выявила, что:

До 16 июня 2010 года станция возводилась по неутверждённой документации.
Так, МУП «Управление заказчика по строительству подземных транспортных сооружений» под руководством Николая Хвана необоснованно увеличило цену контракта на 109,7 млн рублей, необоснованно выплатило генподрядчику (ЗАО «ФСК») 66 млн рублей, в том числе: 26 млн рублей — за работы, которые фактически не были им выполнены, но были приняты к учёту и оплате. Неподтверждённая же разница в стоимости стройматериалов составила 39,3 млн рублей. Кроме того, МУП «УЗСПТС» не предъявила требований к ЗАО «ФСК»: о возврате аванса (54,6 млн рублей); процентов за пользование чужими средствами (10,6 млн рублей); о выплате неустойки (20,8 млн рублей).
В общей же сложности (заключение СИБГРАD.com) при строительстве станции «потерялись» 578 млн рублей.
17 июня 2011 года мэр Новосибирска согласился с отчётом Контрольно-счётной палаты области по станции.
Однако 27 июня 2011 года ревизоры КСП заявили:

«Разница по учету и по отчётности на этом объекте составляет 1,5 млрд рублей. Назвать точную сумму украденных средств можно будет только после восстановления бухгалтерии, которая велась с нарушениями требований законодательства.. Даже оценить, сколько точно стоит уже построенная „Золотая Нива“, сейчас невозможно».
Кроме того, согласно отчёту контрольно-счётной палаты:

«Несмотря на повторное открытие, станция работать может только при осуществлении регулярного геомониторинга подрядчиком. Стоимость этих работ может ежегодно достигать 4 млн рублей».
28 сентября 2011 года в Арбитражный суд Новосибирской области от ЗАО «ФСК» был подан иск к МУП «УЗСПТС» с ходатайством о банкротстве. По заявлению истца, МУП «Управление заказчика по строительству подземных транспортных сооружений» задолжал ей 4 млн 862 тыс. рублей. Однако, по мнению ответчика, претензии компании — необоснованы: «Если выполнить оценку тех работ по тоннелю, которые они выполнили некачественно, то это минимум 110—120 млн рублей. Однако станция и платформа негерметичны — имеются течи».
Мэр Новосибирска Владимир Городецкий назвал иск компании-подрядчика «бредом», отметив, что «все долги были погашены».
По состоянию на январь 2013 года судебная тяжба между ЗАО «ФСК» и муниципалитетом продолжается. Мэрия Новосибирска требует взыскать пени с бывшего подрядчика в размере 40,2 млн рублей — за срыв сдачи объекта в эксплуатацию. В ноябре 2012 года «ФСК» выиграло уже несколько исков мэрии. Однако 9 января 2013 года МУП «УЗСПТС» подало в ФАС Западно-Сибирского округа кассацию с просьбой отменить ранее принятое решение.

## Дальнейшие перспективы
После сдачи станции дальнейшее строительство метро было временно приостановлено.
Согласно первоначальным планам, следующей на очереди строительства станцией должна была стать «Площадь Станиславского», а после её сдачи должны были приступить к началу работ по станции с проектным названием «Гусинобродская» (другое название — «Доватора»).
Однако 10 августа 2011 года вице-мэром Новосибирска Андреем Ксензовым было заявлено, что следующей станцией станет станция «Доватора», так как по его словам:

"Пуск этой станции даст существенное развитие перевозок метрополитена, в отличие от «Площади Станиславского».
ТЭО этого участка продления Дзержинской линии утверждено ещё в 1993 году. Данный участок включает в себя перегон от станции «Золотая Нива» до станции «Доватора» — протяжённостью 2,51 км, а также электродепо «Волочаевское» — с двухпутной соединительной веткой длиной 1,21 км.
Вице-мэр Новосибирска Ксензова заявлял, что приступить к строительным работам на площадке станции «Доватора» планировалось в 2012—2014 годах, но это зависело от того, будет ли профинансирован в 2013 году из федерального центра проект новой станции. В этом случае «Доватора» («Гусинобродская») могла быть введена в эксплуатацию в 2016 году. Однако, по состоянию на 2024 год, работы начаты не были. 
В апреле 2012 года новый начальник МУП «УЗСПТС» А. Мысик отметил, что следующая станция будет строиться открытым способом и будет иметь один вестибюль. Позже представитель проектировщика «Красноярскметропроект» отметил, что эта станция получит два входа. А следующая («Молодёжная») — только один. 
В ноябре 2023 года власти Новосибирской области выделили 635 млн рублей на разработку проектно-сметной документации второго перегонного тоннеля между «Берёзовой рощей» и «Золотой нивой», двух участков от «Золотой нивы» до станций «Гусинобродская» и «Молодежная», а также электродепо «Волочаевская».